# Timsfors
Timsfors is een plaats in de gemeente Markaryd in het landschap Småland en de provincie Kronobergs län in Zweden. De plaats heeft 609 inwoners (2005) en een oppervlakte van 104 hectare.